# أكبر أنصاري
أكبر أنصاري (3 يوليو 1988 - ) (بالإنجليزية: Akbar Ansari)‏ هو لاعب كريكت بريطاني. لعب مع نادي جامعة كامبريدج للكريكيت ‏.

## وصلات خارجية
- أكبر أنصاري على موقع إي آس بي آن كريك إنفو (الإنجليزية)